# Hornets de Sacramento State
Les Hornets de Sacramento State représentent l’université d’État de Californie à Sacramento à Sacramento, capitale de l’État américain de Californie, en sport inter-universitaire. L'école comprend 21 équipes composées de basketball masculin et féminin, de ski de fond, de golf, d'aviron, de football, de tennis et d'athlétisme; de gymnastique, de volleyball de plage, de volleyball et de softball réservées aux femmes; ainsi que de baseball et de football américain réservées aux hommes. Les Hornets participent à la division I de la NCAA et sont membres de la Big Sky Conference. Les équipes masculines de football et de beach-volley jouent comme membres affiliés de la Big West Conference,, l’équipe de baseball jouant le rôle de membre affilié de la Western Athletic Conference et l’équipe féminine d’aviron est affiliée à l'American Athletic Conference.

## Titres remportés
Sacramento State n'a jamais remporté de championnat national au niveau de la division I de la NCAA. Ils gagnent un titre national au niveau de la division II de la NCAA : le championnat de volley-ball féminin en 1981.
Trois boxeurs remportent le titre national individuel au niveau Division 1 : Jim flood en 1956-1957 et 1957-1958 et Terry Smith en 1958-1959.
Les Hornets remportent 53 championnats de conférence, la plupart dans la conférence Big Sky :
- Volleyball féminin (Big Sky, 11 au total): 1997, 1998, 1999, 2000, 2001, 2002, 2003, 2004, 2005, 2006, 2007
- Tennis masculin (Big Sky, 12 au total): 1998, 1999, 2001, 2002, 2003, 2006, 2007, 2008, 2009, 2010, 2011, 2012
- Tennis féminin (Big Sky, 11 au total): 2002, 2003, 2004, 2005, 2006, 2007, 2008, 2009, 2010, 2011, 2012
- Football féminin (Big Sky, 2 au total): 2007, 2010
- Golf féminin (Big Sky, 1 au total): 2007
- Athlétisme en salle masculin (Big Sky, 3 au total): 2007, 2008, 2011
- Athlétisme masculin (Big Sky, 1 au total): 2011
- Athlétisme en salle féminin (Big Sky, 3 au total): 2008, 2010, 2011
- Athlétisme féminin (Big Sky, 5 au total): 2008, 2009, 2010, 2011, 2012
- Gymnastique féminine (Mountain Pacific, 6 au total): 2002, 2003, 2005, 2014/2006, 2007 (WAC),
- Football masculin (Mountain Pacific, 3 au total): 2001, 2009, 2010
- Softball (Pacific Coast, 1 au total): 2008
- Baseball: (WAC, 3 au total): 2012, 2014, 2017
- Aviron féminin (WIRAC, 5 au total): 2000, 2001, 2006, 2007, 2009